# Musée Mercedes-Benz de Stuttgart
Pour les articles homonymes, voir Mercedes, Benz et Daimler.
Le musée Mercedes-Benz est un musée de l'automobile ouvert en 2006 par Daimler / Mercedes-Benz à Stuttgart en Allemagne.

## Historique

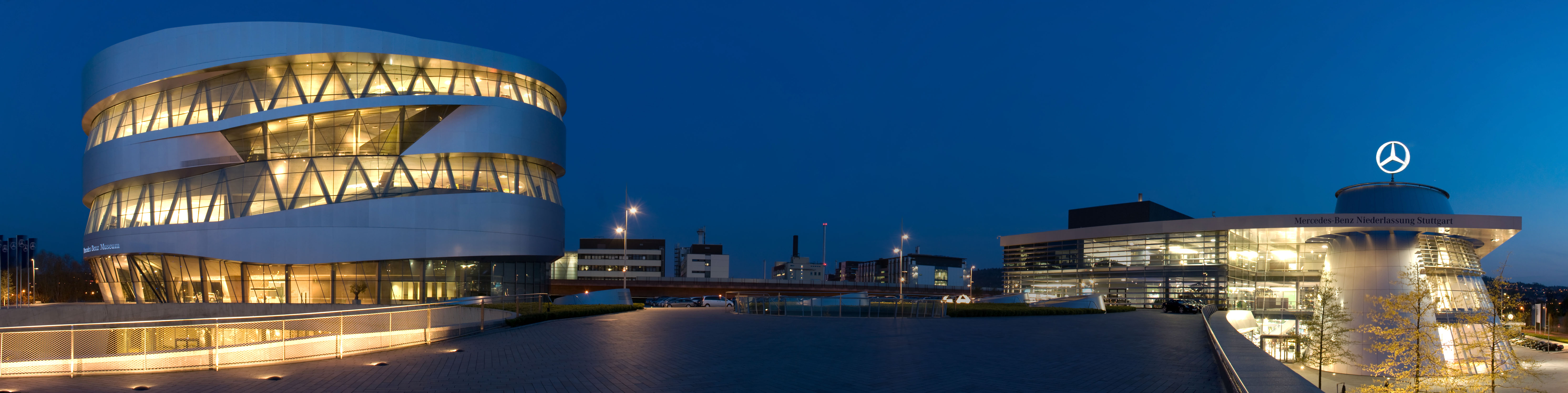
Musée Mercedes-Benz à gauche, et showroom Mercedes-Benz à droite.

En 2006 les architectes néerlandais Ben van Berkel et Caroline Bos de l'agence d'architecture UNStudio, conçoivent et réalisent cet actuel bâtiment ultra design de 210 000 m2, 17 000 m2 de surface d'exposition répartis sur neuf étages, avec 3 500 m2 de surface au sol, et 47 m de haut. L’intérieur du bâtiment est structuré en atrium, avec une forme extérieure en verre et aluminium, inspirée d'un mélange de moteur Wankel, de triangle de Reuleaux et de double hélice d'ADN.
Il est construit sur le site industriel et siège historique des industries Daimler / Mercedes-Benz, dans le quartier de Untertürkheim de Stuttgart, proche du MHPArena du club de football VfB Stuttgart, et du site historique (musée Daimler de Stuttgart) à quelques km, ou Gottlieb Daimler et Wilhelm Maybach inventent et industrialisent à partir des années 1880, les premiers moteurs à essence (moteur Daimler Type P) et véhicules à essence de série, de l'histoire de l'automobile. L'industrie Porsche et son Porsche Museum de Stuttgart, historiquement liés à l'histoire de la marque par Ferdinand Porsche, PDG de Daimler-Motoren-Gesellschaft à partir de 1923, sont historiquement implantés à quelque km plus au nord.

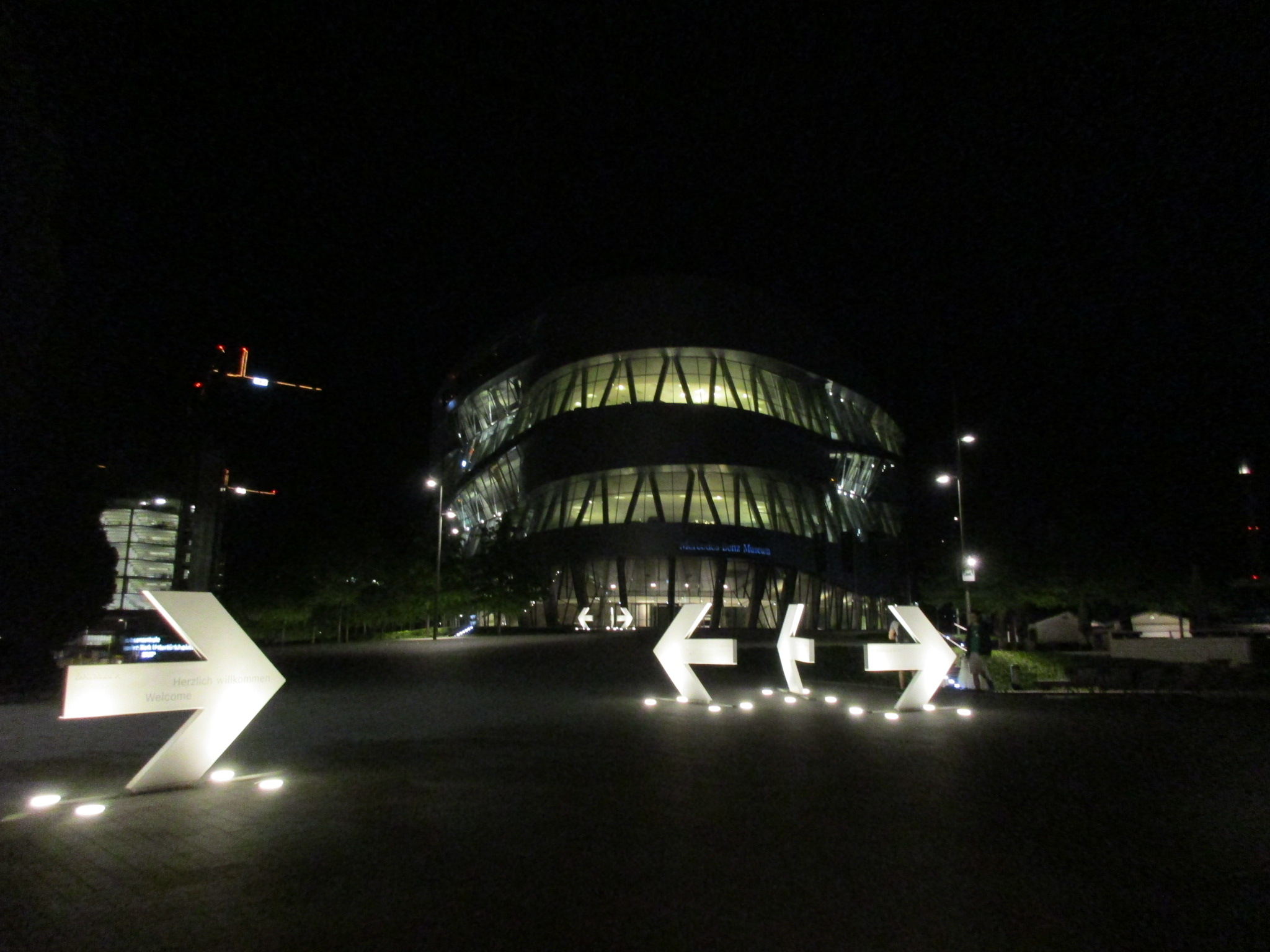
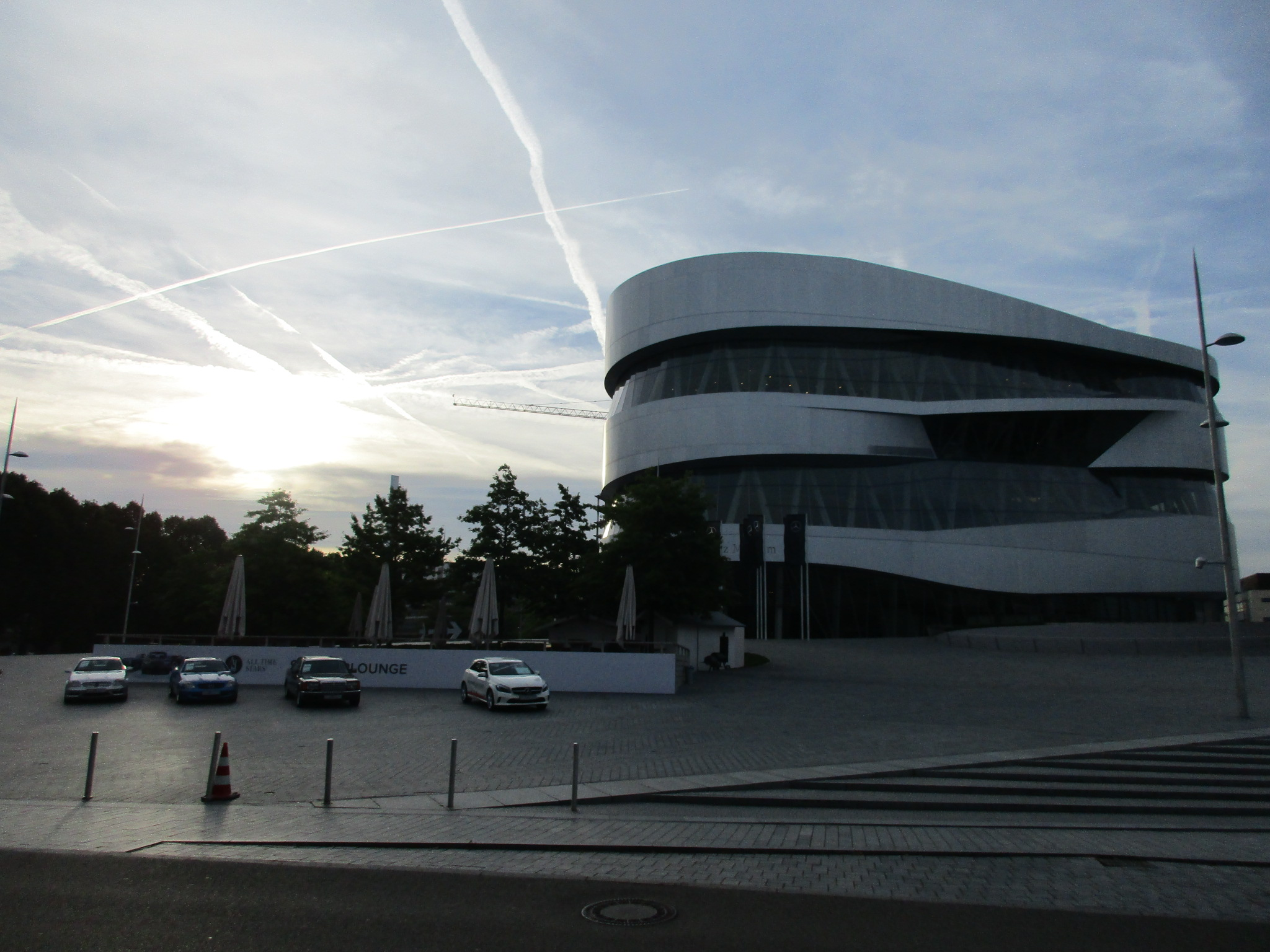
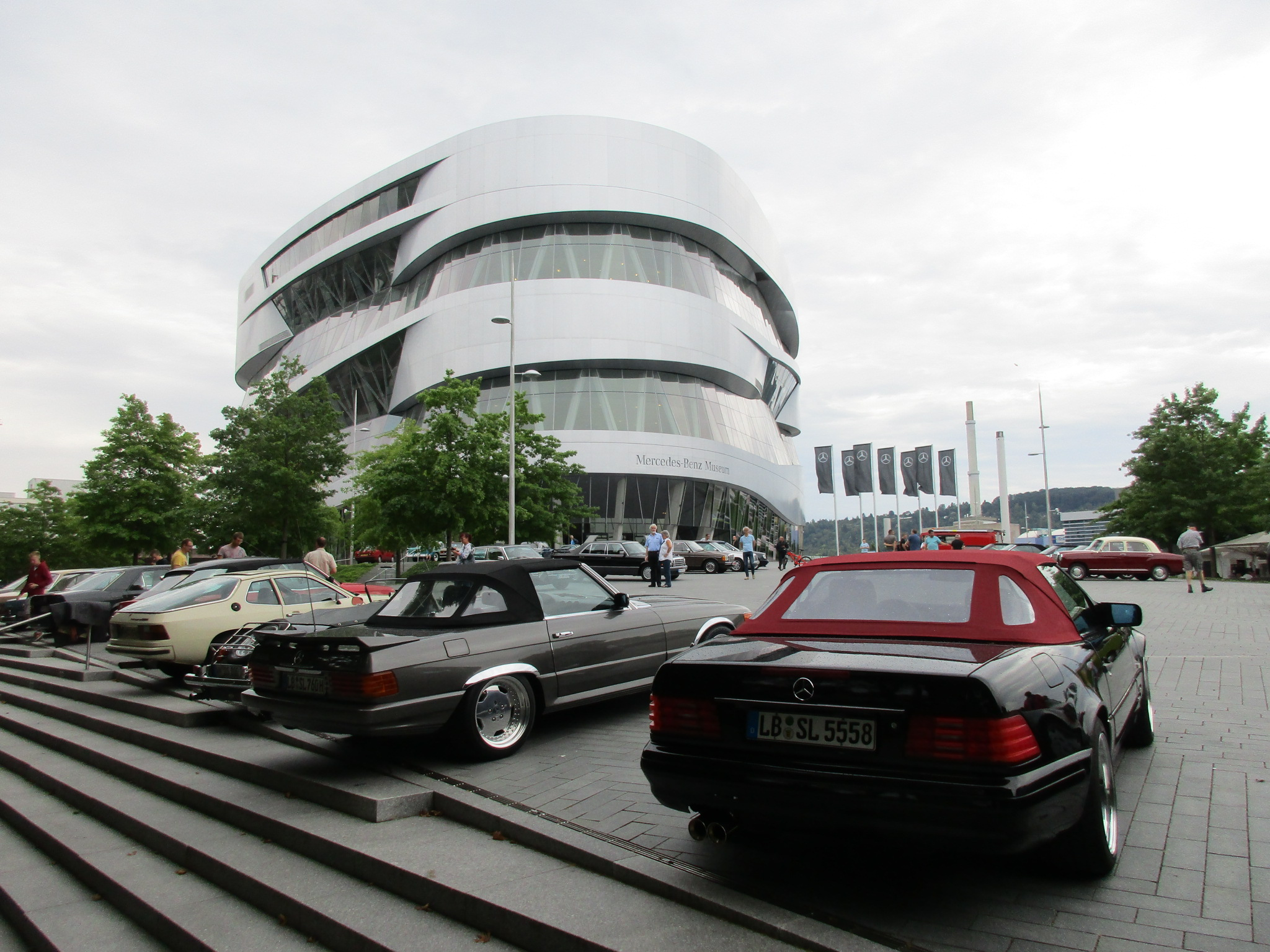

Le musée expose plus de 160 véhicules sur 16 500 m2, et de nombreux documents historiques d'archive, sur plus d'un siècle d’histoire, avec plus de 860 000 visiteurs en 2008. Des ascenseurs à l'esthétique moderne transportent les visiteurs au sommet du musée, aux origines de l'histoire de Daimler / Mercedes Benz / histoire de l'automobile. Les visiteurs descendent les neuf étages, le long de couloirs hélicoïdaux, et de salles d’expositions chronologiques et thématiques :

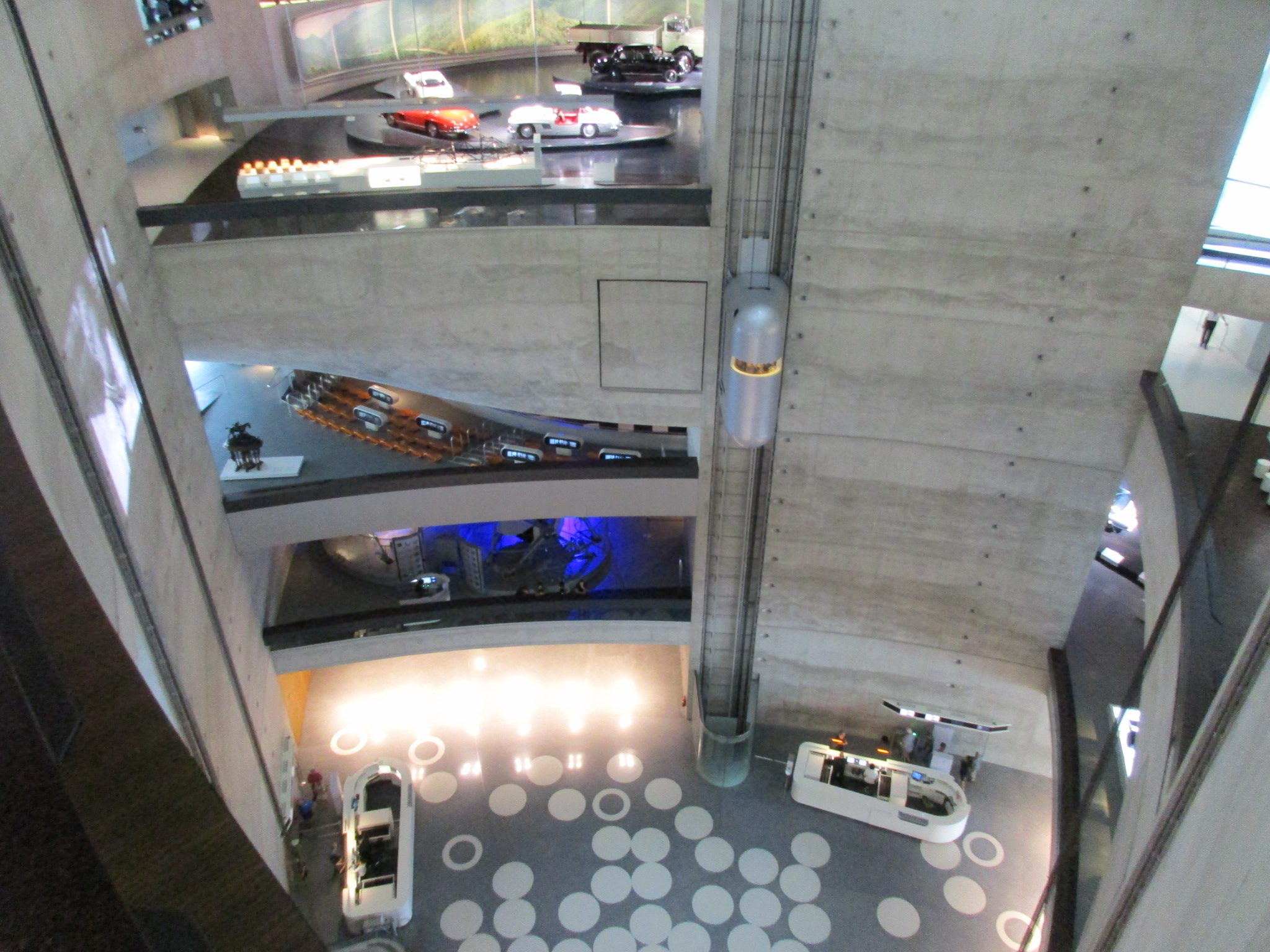
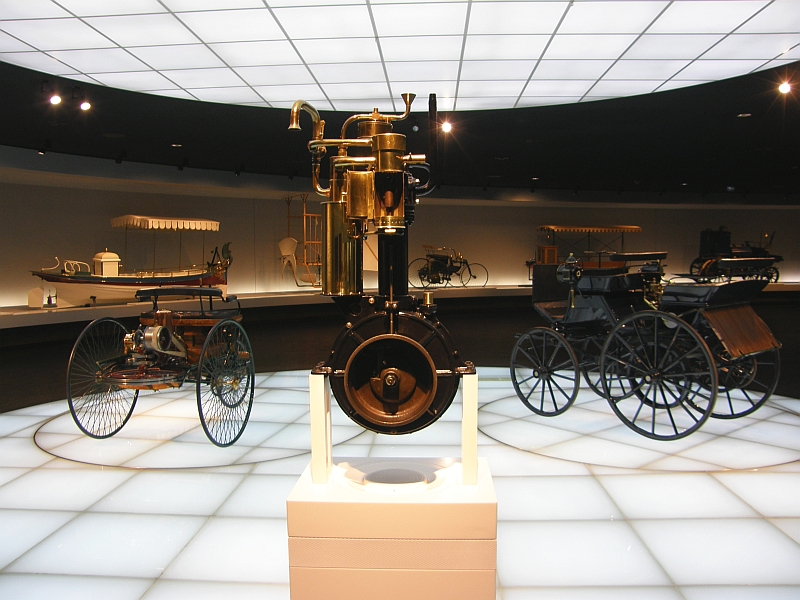
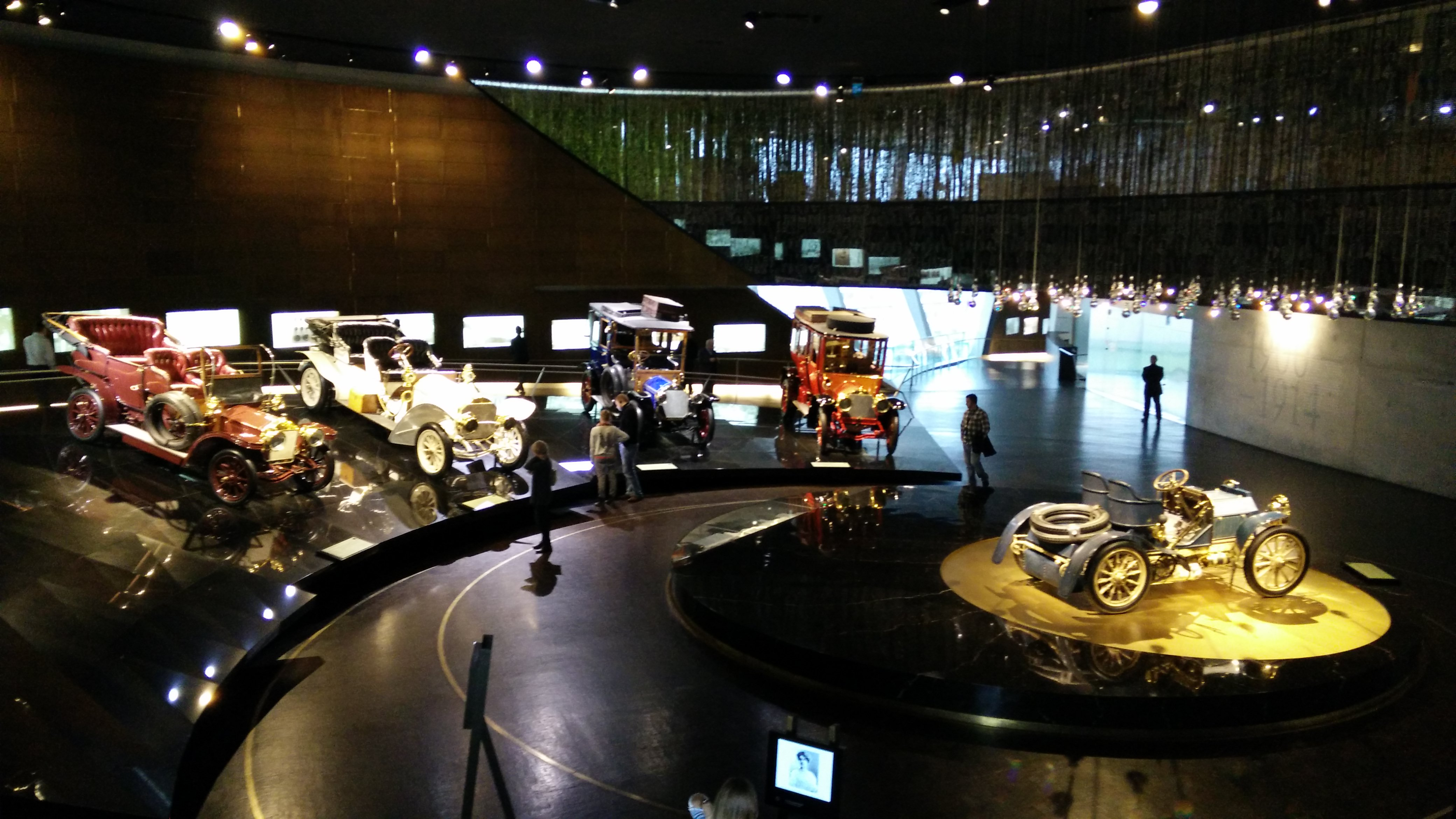

- Étage 1 : invention des moteurs et véhicules à essence entre 1886 et 1900, de Gottlieb Daimler, Wilhelm Maybach, Carl Benz, Nikolaus Otto...
- Étage 2 : naissance de la marque Mercedes Benz entre 1914 et 1945
- Étage 3 : moteur Diesel et compresseur Mercedes Benz
- Étage 4 : Mercedes Benz entre 1945 et 1960
- Étage 5 : sécurité et Environnement entre 1960 et 1982
- Étage 6 : Mercedes Benz depuis 1982
- Étage 7 : courses, compétitions, records et victoires (Flèches d'Argent...)

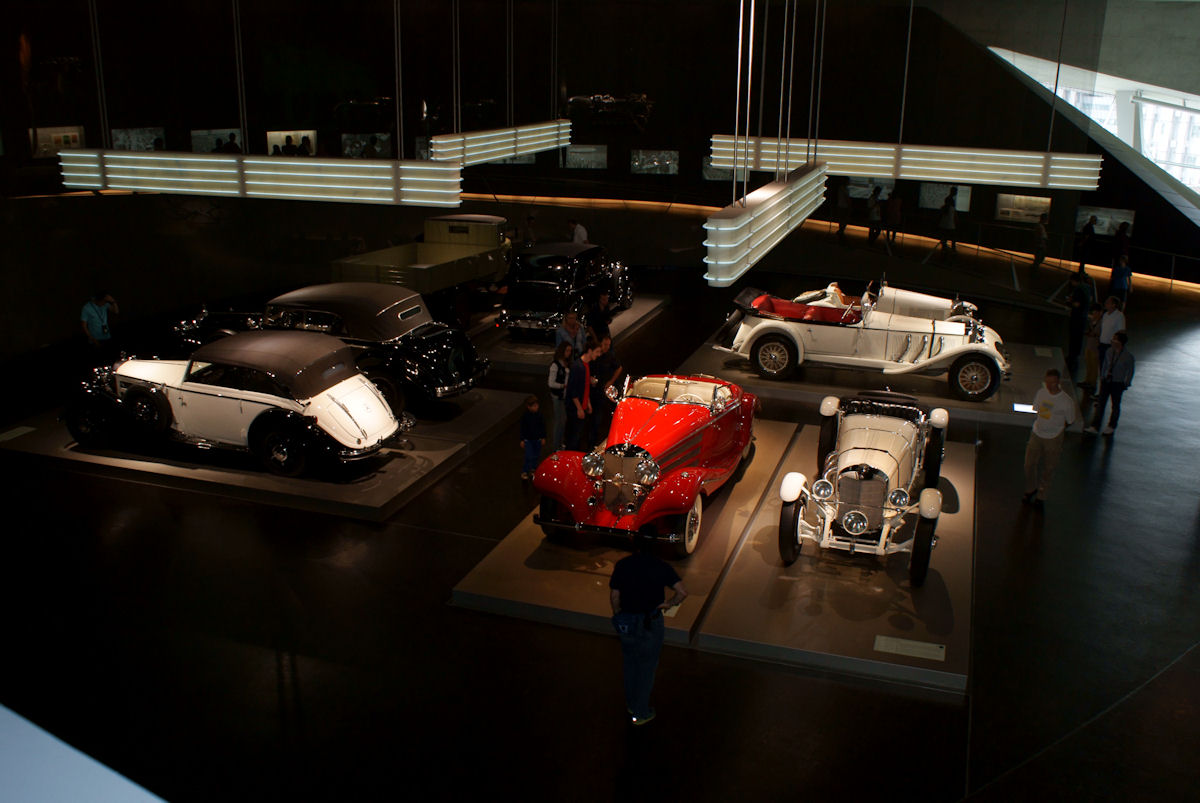
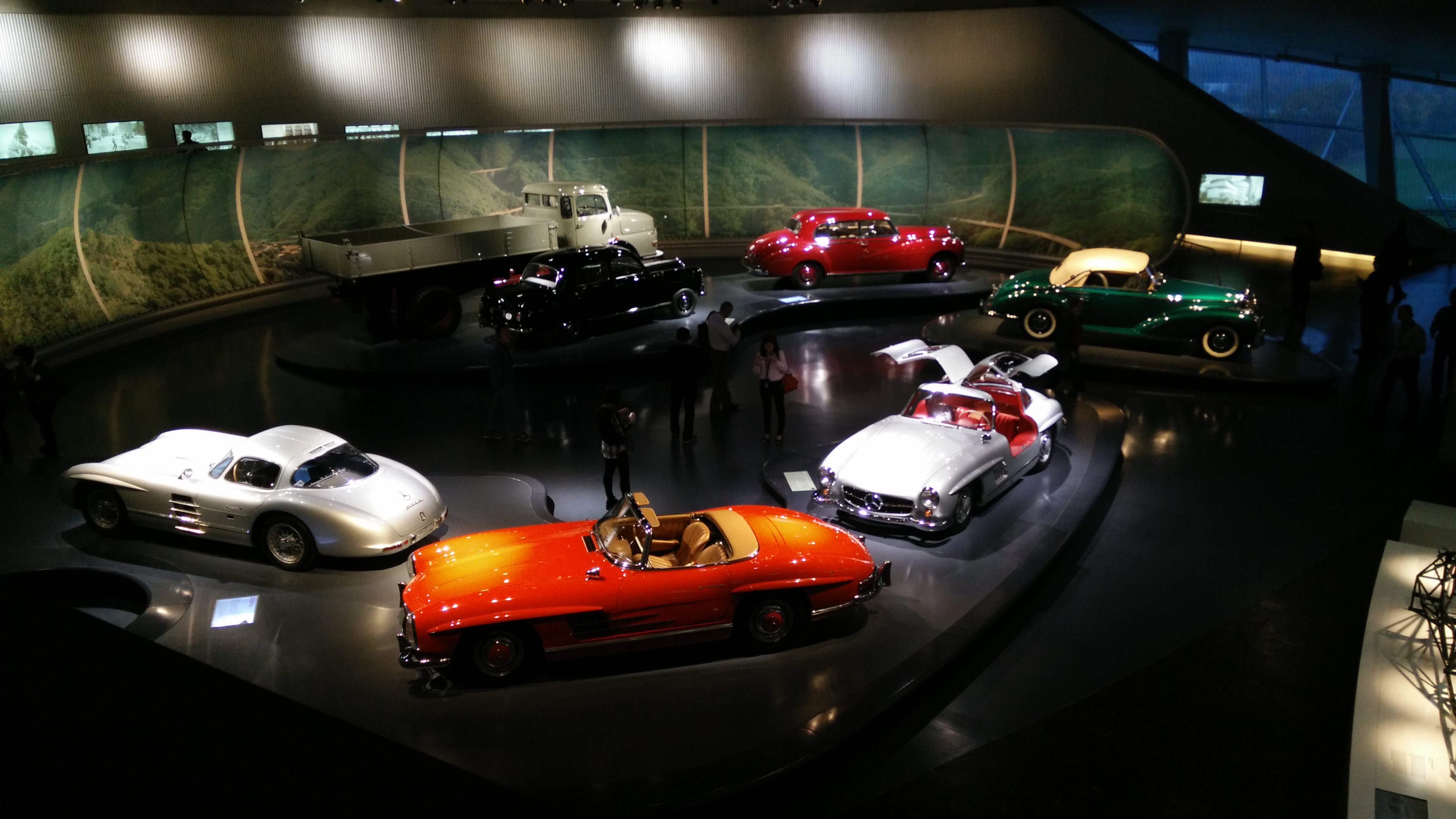
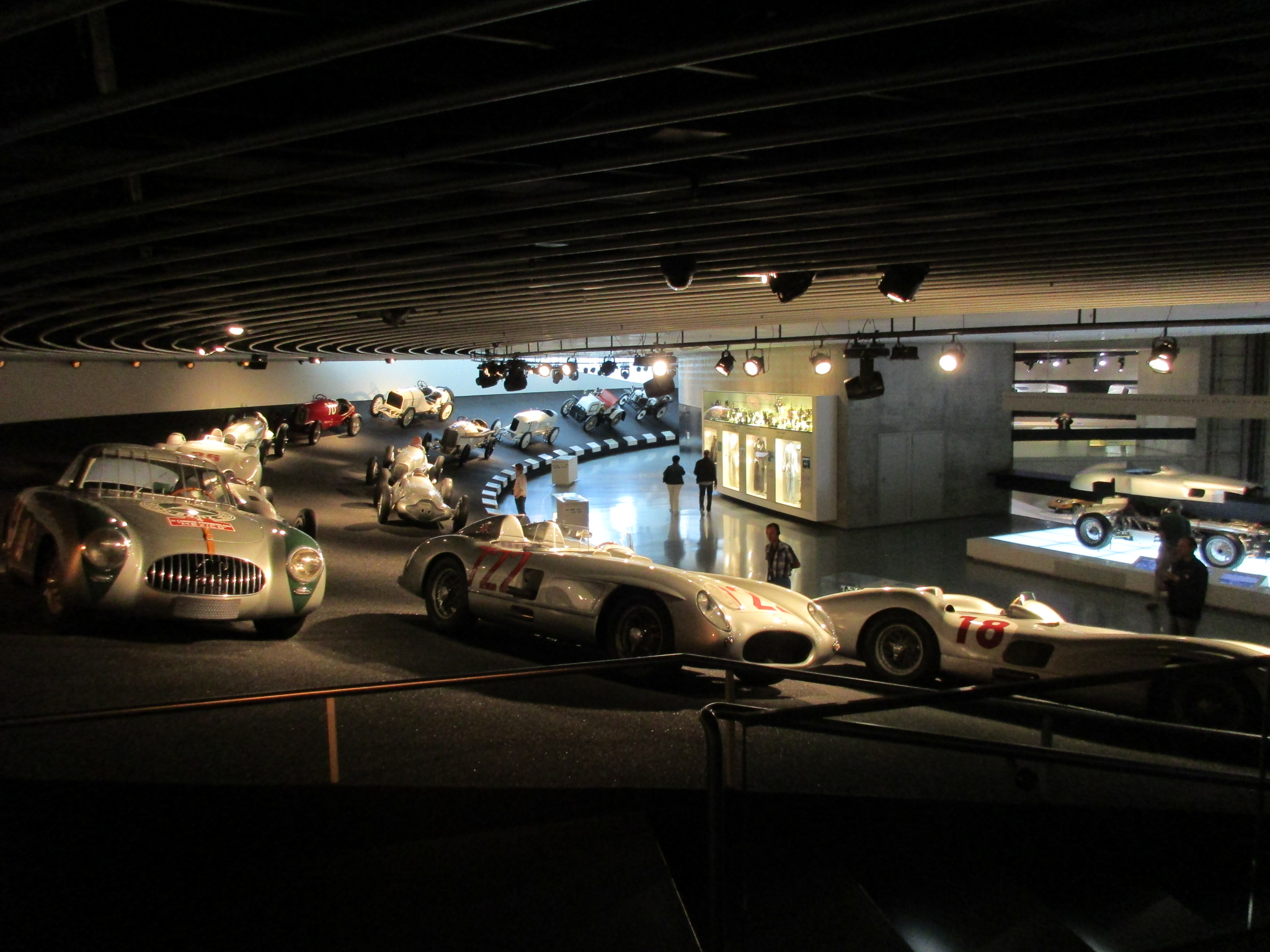
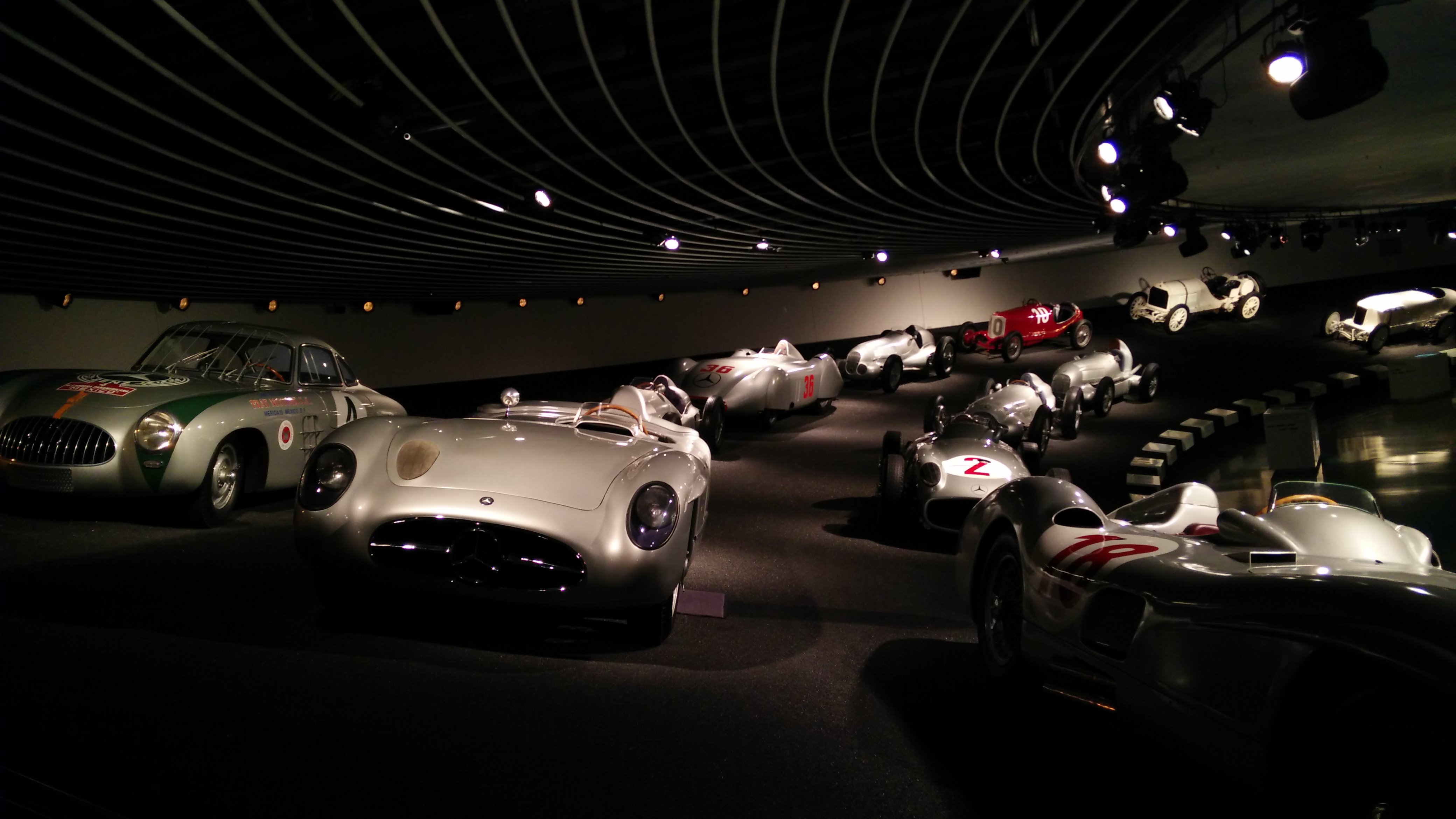
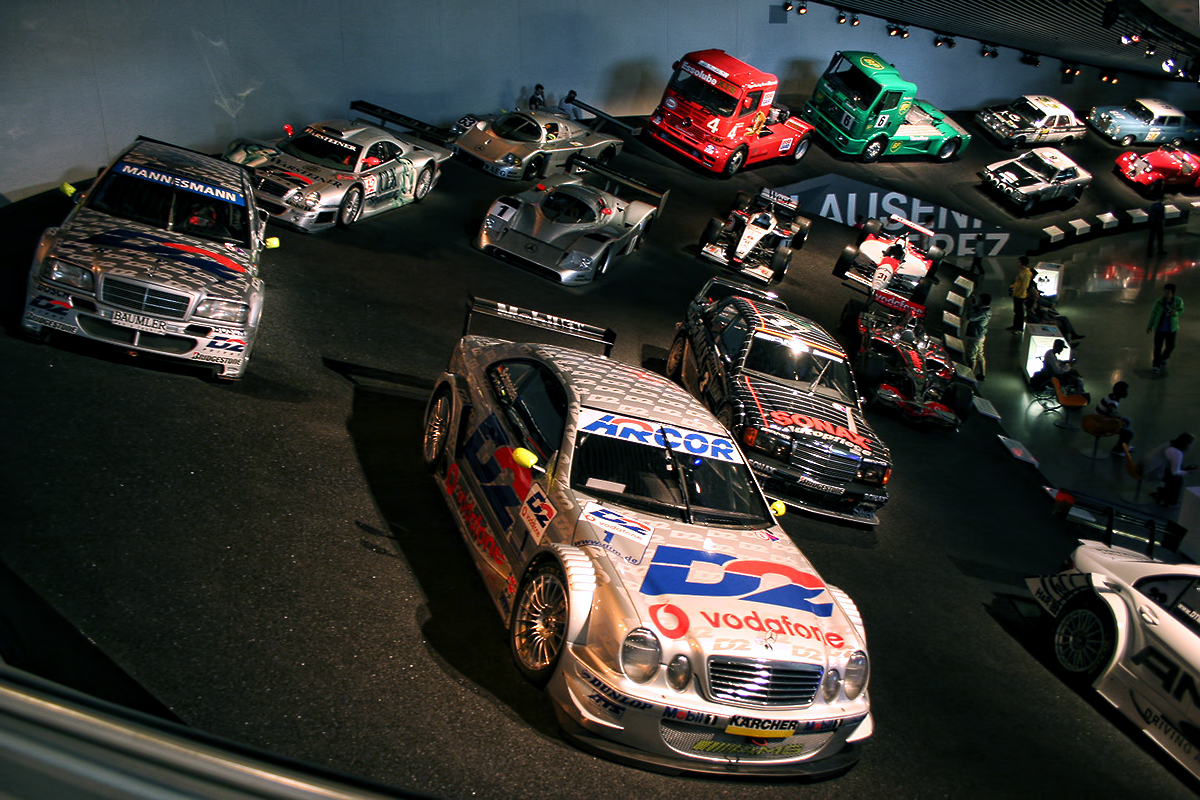
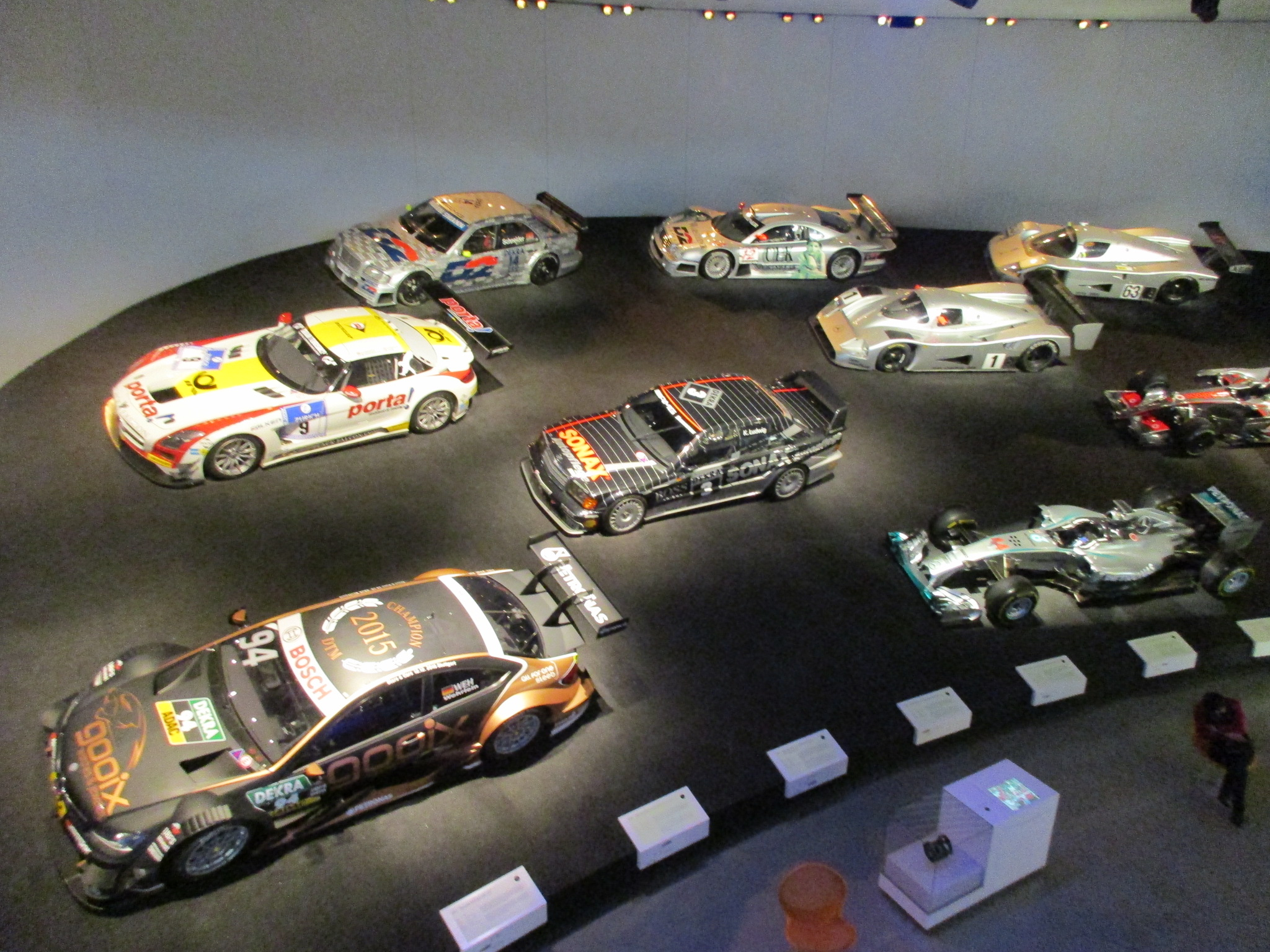
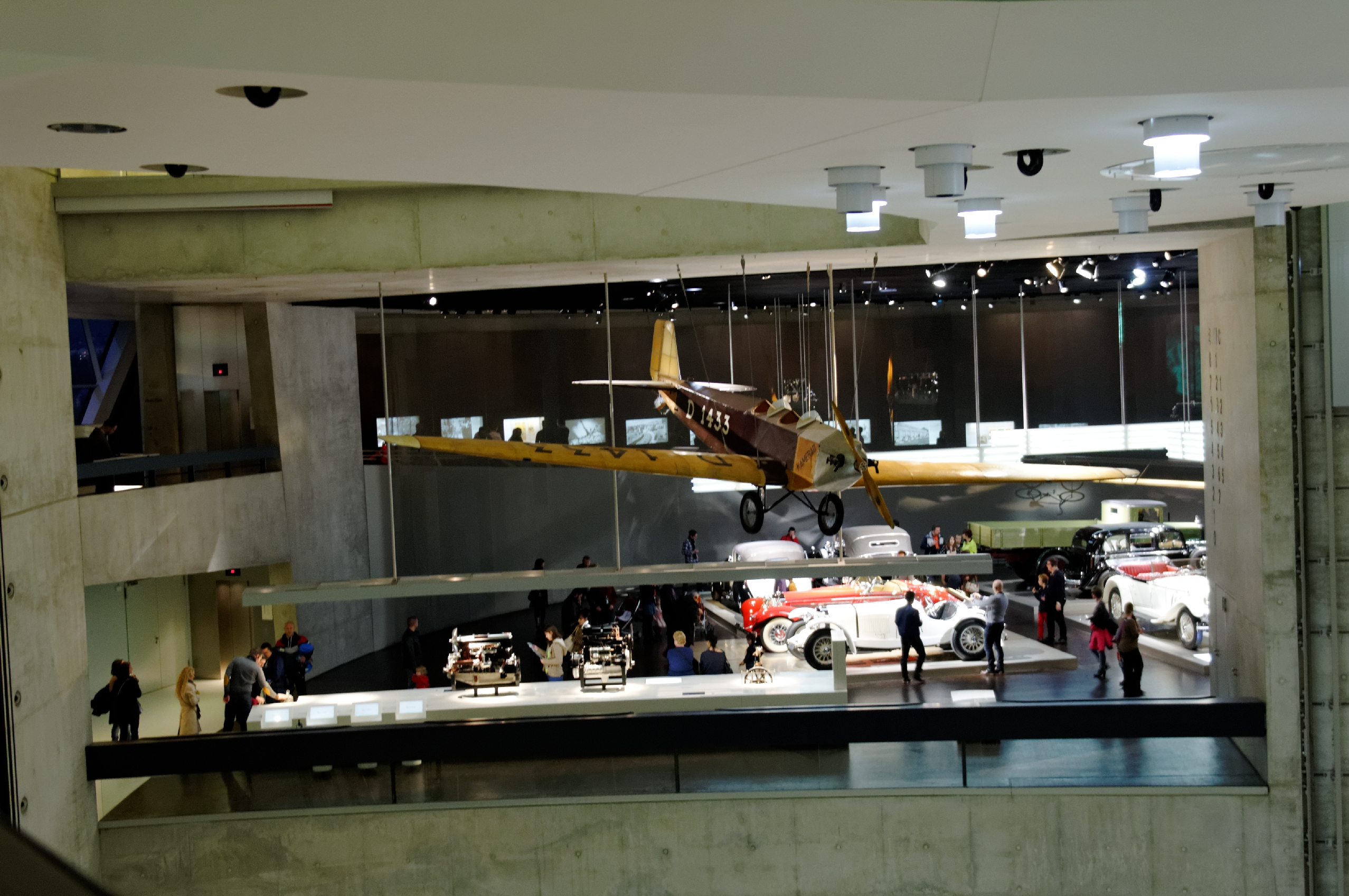
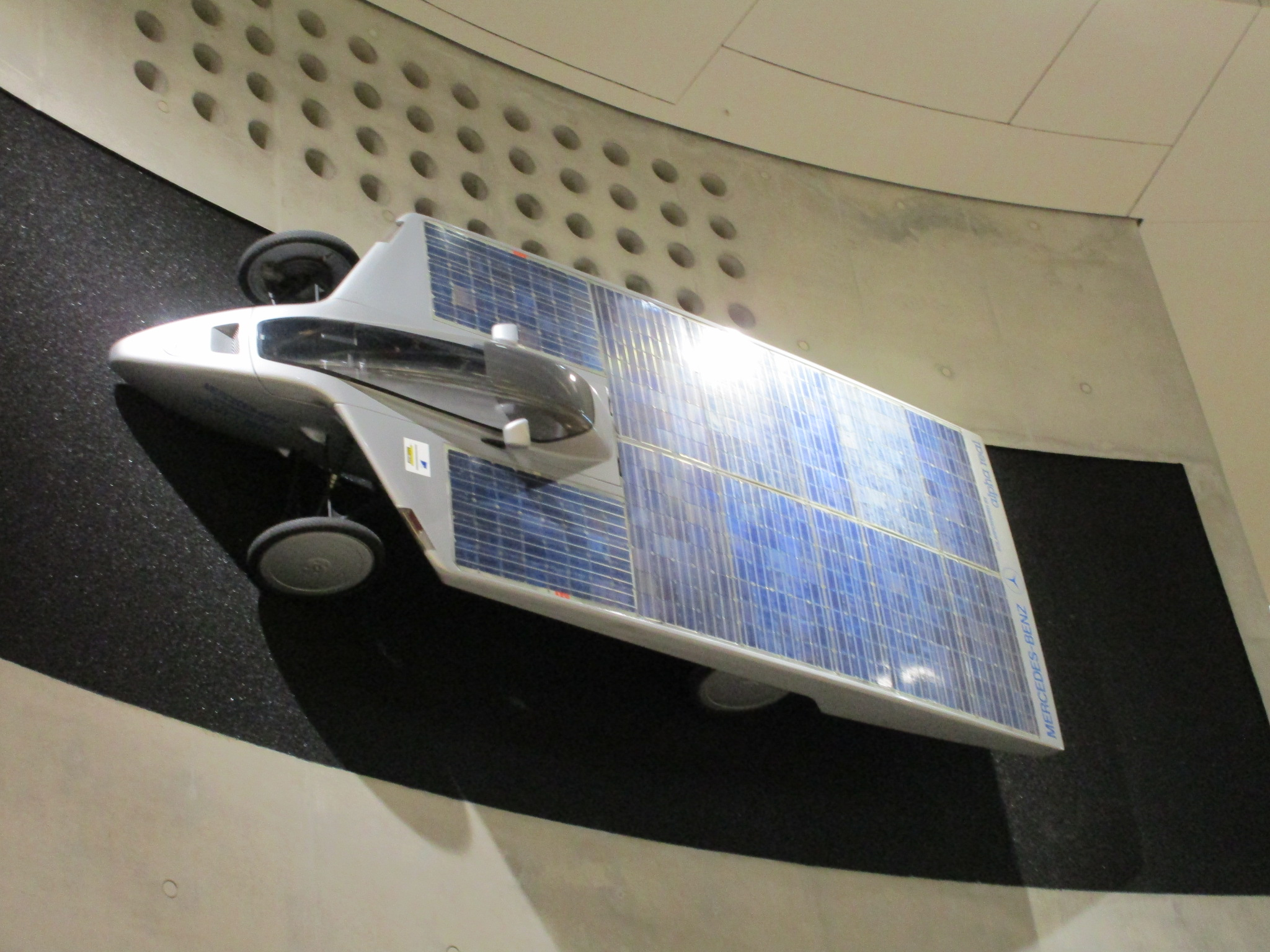
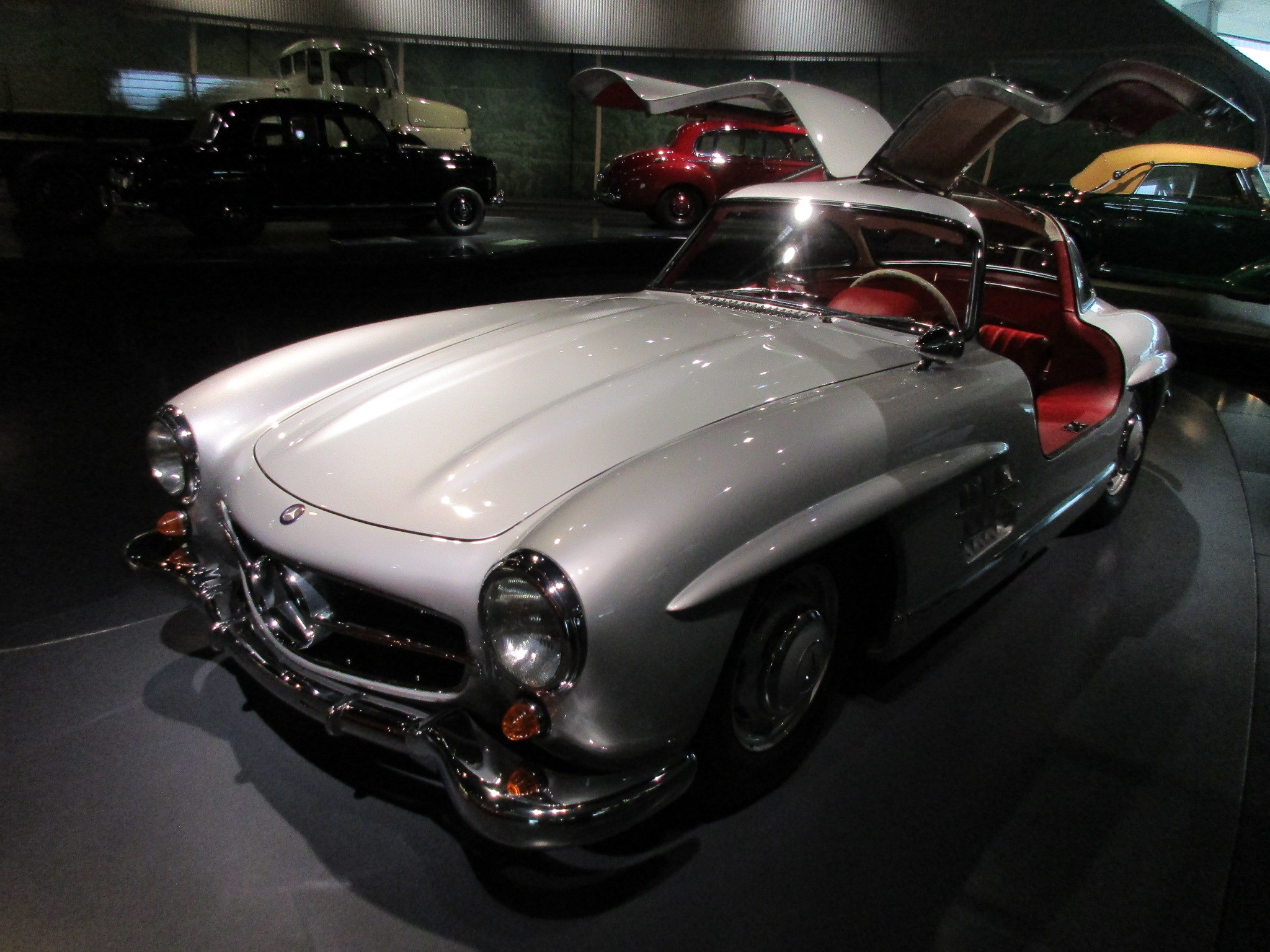
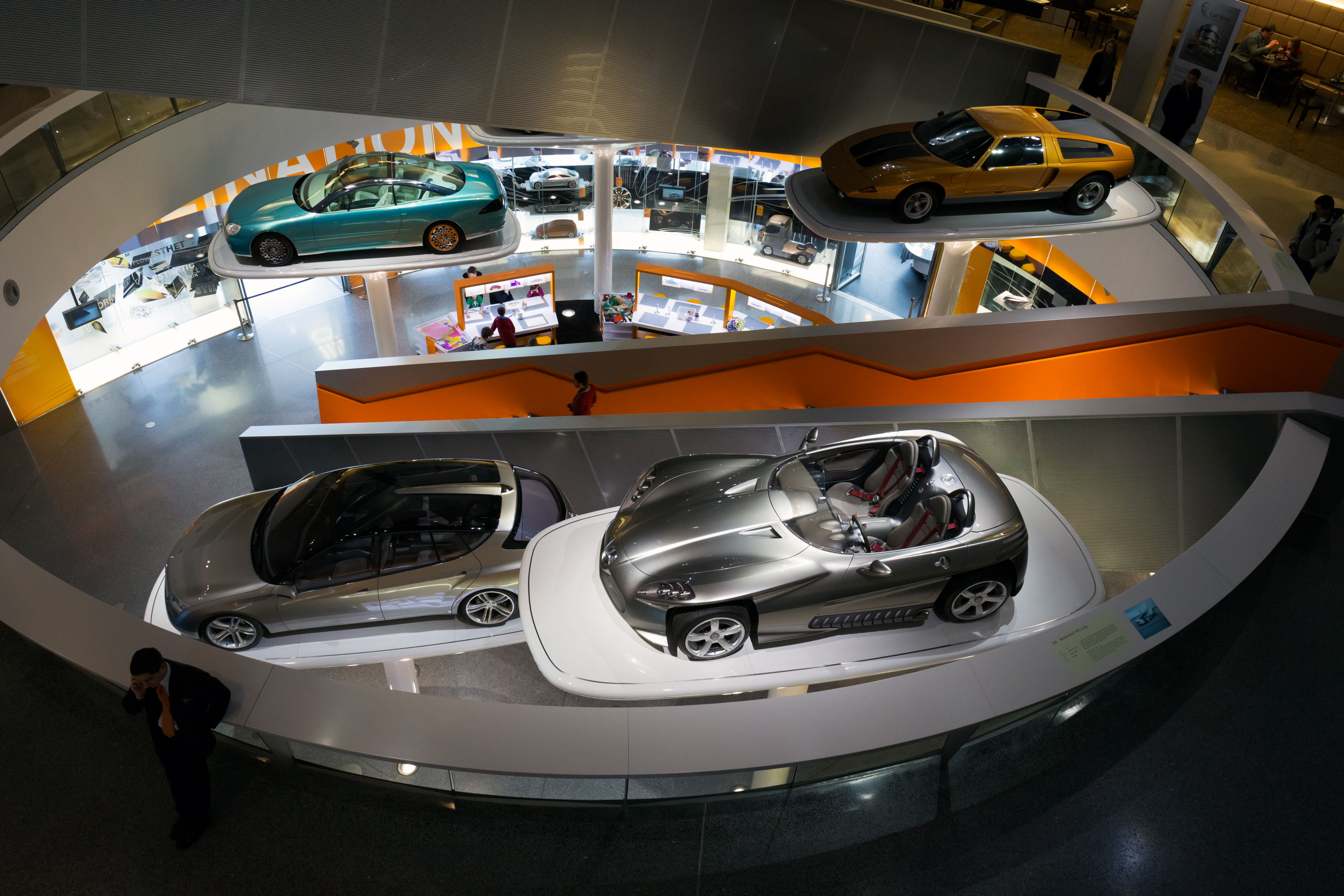
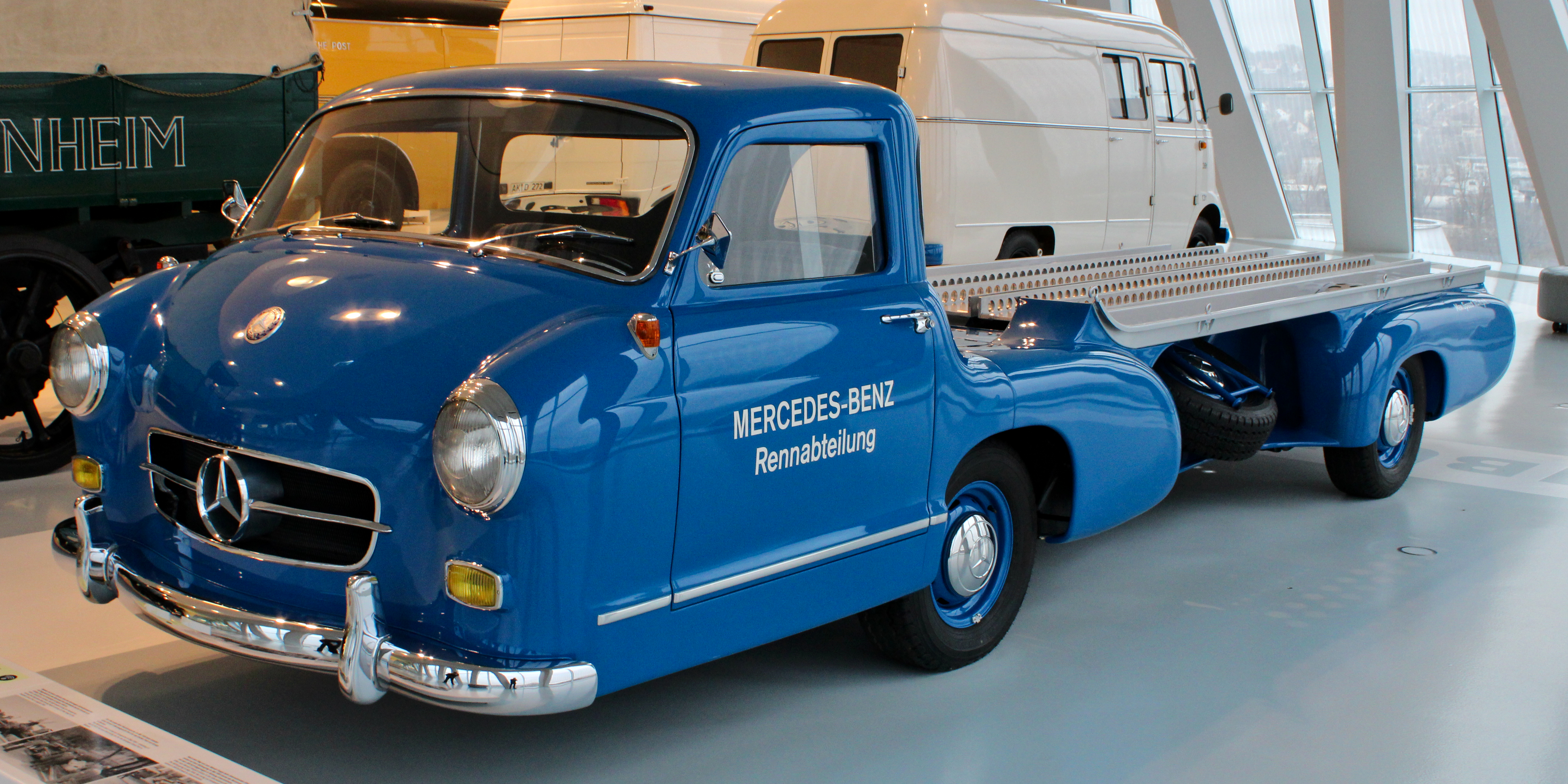
Un Renntransporter.